# Enciklopedijski rječnik Ilije Crijevića
Lexicon, enciklopedijski latinski rječnik koji je sastavio hrvatski latinist Ilija Crijević oko 1480. godine. Ovaj je enciklopedijski rječnik prvo važno djelo hrvatske leksikografije. Ima 429 listova velikoga formata (quarto) ispisanih lijepim rukopisom. U natuknici spominje Cavtat kao grad odakle se je zaputio u Rim gdje je djelovao do 1487. godine.